# 尹永洙
尹永洙（或译尹永素；1980年2月9日—）是朝鲜民主主义人民共和国举重运动员。
尹永洙在2002年世界举重锦标赛男子62公斤级比赛中以总成绩315.0公斤夺冠。在亚运会上，他还获得过两枚银牌（2002年釜山、2006年多哈）。在2007年世界举重锦标赛男子62公斤级比赛中，尹永洙和中国选手杨帆的总成绩同为315公斤，由于尹永洙体重比杨帆稍重，因此杨帆夺冠，尹永洙获得银牌。
尹永洙曾三度（2000年、2004年、2008年）参加奥运会，但都没能完成比赛。在2008年北京奥运会男子举重62公斤级比赛中，他虽在抓举中得到138公斤的成绩，但挺举中尝试168公斤失败，无缘奖牌。